# Чемпионат России по современному пятиборью 2011
XIX Чемпионат России по современному пятиборью 2011 года прошёл в столице Башкирии городе Уфе.
Вице-чемпион мира и чемпион России – 2010 Александр Лесун отстоял свою позицию на вершине национального рейтинга, выиграв в Уфе чемпионат страны. В острейшей борьбе со своими «друзьями-соперниками» по сборной Андреем Моисеевым и Ильей Фроловым Лесун, шедший долгое время на второй позиции, сумел добыть себе преимущество в «комбайне» (трёхкилометровом кроссе со стрельбой из пистолета) и победно финишировать.
Чемпионат страны, впервые за 10 лет перешагнувший пределы МКАД (последнее немосковское первенство России было разыграно в 2001 здесь же в Уфе), прошёл в напряжённой борьбе, где представители ближайшего резерва сборной старались бросить вызов «гвардейцам», а те их выпады по мере сил отражали.

## Фехтование. Плавание.
После фехтования лидерство захватил двукратный олимпийский чемпион Андрей Моисеев в паре с одним из самых возрастных участников чемпионата – самарцем Николаем Яськовым (1978 года рождения). Преследовали лидеров многоопытные Лесун и Фролов. В плавании Моисеев хоть показал и не лучший результат (аксиома идеального пятиборца этого и не предполагает) – вышел в абсолютные лидеры. Положение вверху турнирной таблицы складывалось следующим образом:
1. Моисеев – 2324 очка. 2. Лесун – 2296. 3. Яськов – 2292. 4. Фролов – 2292.
Неприятно удивили болельщиков действующий чемпион мира Сергей Карякин, откровенно проваливший фехтование и занимавший после плавания лишь 19-ю строчку в генеральной классификации и «без пяти минут сенсация» недавнего «Кубка Кремля» - чемпион юношеских Олимпийских Игр 2010 Илья Шугаров (22). Для последнего, впрочем, нынешний чемпионат были лишь третьим стартом во взрослом разряде. Многого ожидали от конкура и он в самом деле стал настоящим экзаменом на классность.

## Конкур. Комбайн.
Переживающая второе рождение пятиборская школа Башкирии в преддверии чемпионата страны закупила 10 новых лошадей и почти все они приняли участие в соревнованиях. Другой особенностью чемпионата страны стало то что конкур проводился в просторном открытом манеже роскошного ипподрома «Акбузат», вязкое покрытие и бескрайние (по меркам пятиборья) просторы которого создавали немало сложностей. Так – мало кто из участников сумел уложиться в отведенный для прохождения маршрута лимит (1.20), а найти общий язык с лошадьми смогли и вовсе немногие. Набрать гроссмейстерские 1200 очков (то есть не совершить ни одного провала и пройти маршрут за отведенный лимит времени) сумел лишь москвич Александр Савкин. Илья Фролов повалил препятствие, переосторожничавший Лесун провел на маршруте почти полторы минуты, Моисееву пришлось дважды заводить своего «Мастера» на пятое препятствие, а Ясков и вовсе вылетел из седла.
Стартовый протокол комбайна, казалось, задавал единственный вопрос – Илья Фролов или Александр Лесун станет чемпионом России?:
1. Фролов – 0.00. 2. Лесун – + 0.02, 3. Моисеев - + 0.15. 4. Руслан Дьячков (Санкт-Петербург) - +0.25…
С отставанием в 52 секунды с 11-й позиции стартовал Серей Карякин, чье выступление мело чем напоминало в воскресенье «почерк» чемпиона мира-2010 и недавнего призёра этапа Кубка мира. Что касается Андрей Моисеева, то хронические проблемы двукратного олимпийского чемпиона в комбайне, казалось, не сулили ему ничего хорошего.
Тем удивительнее было наблюдать за тем, как уже после первой стрельбы Моисеев настиг Лесуна и на первый километровый круг кросса они  ушли тандемом. Что же касается Фролова, натерпевшегося в этом сезоне от капризов лазера, то его аховую стрельбу из пневматического пистолета (чемпионат России проходил по «старым» стандартам стрельбы) затруднились объяснить даже специалисты. После второго огневого рубежа Лесун вырвался вперед метров на 20 (затратил на пару дополнительных патронов меньше Моисеева), а Фролов подтянулся к лидерам. 
Третья стрельбы расставила всех по местам – Лесун хладнокровно доработал «чемпионский гамбит», а в дуэли Фролов-Моисеев верх взял обладатель двух золотых олимпийских наград. Что же до Илья Фролова – его стрельба подкосила настолько, что даже его «законное» место на пьедестале досталось в итоге 21-летнему Руслану Дьячкову.

## Результаты. Личное первенство.
ЧЕМПИОНАТ РОССИИ
Уфа (ипподром «Акбузат»). Мужчины (личное первенство). 
1. Александр Лесун - 5696. 
2. Андрей Моисеев (оба - Москва) - 5676. 
3. Руслан Дьячков (Санкт-Петербург) - 5624. 
4. Максим Кузнецов (Москва) - 5592. 
5. Илья Фролов (Самарская обл.) - 5552. 
6. Максим Алдошкин (Москва) - 5544. 
7. Андрей Панькин (Московская обл./Башкортостан) - 5540... 
9. Александр Савкин - 5504...14. Сергей Карякин - 5440... 18. Илья Шугаров (все - Москва) - 5420...
По итогам личного первенства тренерский штаб сборной назвал состав сборной для подготовки к чемпионату Европы, который состоится 28 июля-1 августа в английской Мидуэе:
Александр Лесун, Андрей Моисеев, Илья Фролов, Сергей Карякин, Максим Кузнецов, Андрей Панькин и Александр Савкин
Напомним, на чемпионате Европы будут разыграны 8 именных лицензий для участия в Олимпийских играх 2012 года.

## Эстафета
Чемпионат страны в эстафете давно не был столь представителен – в старт-листе значились сразу 11 команд. При этом от участия в эстафете были освобождены многие сборники – Андрей Моисеев, Илья Фролов и Сергей Карякин покинули Уфу сразу по окончании личного первенства.
Золото чемпионата страны в эстафете разыграли две московские команды.
Чемпион юношеской Олимпийды-2010 Илья Шугаров, Семён Бурцев и Замарук Шабатоков из второй московской команды стали чемпионами России в эстафете. За золото национального первенства, проходящего в эти дни в Уфе они до последних метров дистанции комбайна боролись с первой московской командой, укомплектованной титулованными спортсменами – Александром Лесуном, Валерием Овчаровым и Александром Савкиным. На третьей ступени пьедестала – первая команда Самарской области.
Тон в эстафетных соревнованиях задала первые команды Москвы и Самарской области. Второе московское трио начинало враскачку (пятые результат в фехтовании и лишь седьмой – в плавании), однако здорово отработало на конкуре, а затем проявило завидную выдержку на огневых рубежах (в отличие от личных соревнований в эстафетном комбайне спортсмены стреляют дважды). Ключевым стал второй этап, на котором чемпион юношеских Олимпийских игр Илья Шугаров обошел опытного Валерия Овчарова. Товарищу Шугарова по команде Замаруку Шабатокову нелегко было отразить атаку двукратного чемпиона России и вице-чемпиона мира Александра Лесуна, но 20-летний москвич справился.
ЧЕМПИОНАТ РОССИИ. Эстафета. Уфа (ипподром «Акбузат»)
1. Москва-1 (Илья Шугаров, Замарук Шабатоков, Семён Бурцев) – 5948 очков.
2. Москва-1 (Александр Лесун, Александр Савкин, Валерий Овчаров) – 5872.
3. Самарская область-1 (Дмитрий Лукач, Игорь Демидов, Артем Кабанов) - 5852